# 工程
工程（こうてい）は、何らかの物品を加工する上において、その各々の段階を指す。

## 概要
工程は、工業製品の製造など、工業的な活動において、最終的な製品として完成するまでの作業段階を細分化した、その各々を指す。卑近な例として自動車の製造を挙げると、自動車の土台となるシャシにエンジン・トランスミッション・ドライブシャフト・ディファレンシャルギア・ステアリングギア・サスペンションなど様々なコンポーネントやASSYを組み付ける各々の段階が工程であるが、更にはこれらを製造する段階においても様々な部品を組み上げる工程があり、そういった各々の作業が集約される形で、最終的には自動車という製品が組み立てられるのである。
なお、自動車の例ではその前段階として、鉄など金属を製錬したり圧延したりといった素材を製造する段階（→製鉄所）もあるが、その原料から素材を作り出す段階では、それらの段階を終了した時点では、それら素材が自動車になるのか、はたまた玩具となるのか、あるいは洗濯機になるのかは限定されないため、「自動車の製造工程」には含まれない。それら素材の製造においては各々の工程を経ているが、それらはあくまでも素材の製造工程に他ならず、製鉄所としては素材こそが製品である。
こういった工程は製品の規模にもよるが、単独の工場内で完結している場合もあれば、下請け（サプライヤー）など他の企業、工場から調達する場合もあり、機械部品などでは他の企業から調達される場合もある。先の自動車を例にすれば、ヘッドランプの電球はA社、タイヤはB社…といった具合である。こういった部品製造段階での分業は、複雑で高度な製品を作るのに一般的に行なわれており、その様式は産業革命の後に続く工業化の歴史において連綿と続いており、文明の発達に伴って様々に高度な製品が求められ製造され市場に出るに当たって、ますます複雑となる傾向にある。これに伴い、各々の製品に掛けられる工程の段階も、その歴史の中で指数的に増大しており、大量生産では徹底して効率を重視し、細分化された分業体制で連続して同一の製品を製造することを可能としている。

## 具体的な工程
工程は製品製造の各々の段階を指す訳だが、それらは鋳造や鍛造、あるいはプレス加工などの塑性加工や削り出し・切断・研磨などの切削加工を経て、組み立てにも機械要素段階からモジュール規模のある程度まとまったものの組み立てまで、その各々に段階が設けられる。更に言えばその各々にも細分化された工程を含む。
例えばプレス加工でもプレス機械一回の動作に相当する一回の加圧で目的の形に加工するのではなく、何回かの工程に分けて加工される。こうすることでその各々ではあまり大きな圧力を必要としないことはもちろんのこと、必要な細部の加工を別工程とすることで、その各々に利用される金型の簡略化、また加工精度の向上と製品の均一化が図られる。
こういった工程においては、その各々の作業を分業体制として区切りを設けることで、その途上段階において検査の工程を挿入、規定に沿わない部品を除外ないし補正することで、最終的な製品が問題なく動作する歩留まり向上の利点が存在する。各工程で除外された部品は不良品として前加工段階に差し戻されて補正されるか、あるいは原料に還元され再利用（リサイクル）される。
なお、製造する製品の品質管理において、他から調達した部品や素材を自前で検査する工程を含めることもあるが、納入された部品の全てを検査する「全数検査」の他に、ロット単位での「抜き取り検査」を行う場合もある。これは検査工程の簡略化であるが、分業体制による大量生産では、製造設備を連続稼動させる段階でロットの単位が発生し、この中では同一ロット内での不具合も均一化され、抜き取り検査だけでも問題を発見しやすい。